# Utagawa Kunimasu
Pour les articles homonymes, voir Utagawa.
Utagawa Kunimasu (歌川 国升) est un dessinateur japonais d'estampes sur bois de style ukiyo-e, actif à Osaka de 1832 à 1852 environ. Il utilise le nom Sadamasu (貞升) jusqu'en janvier 1848 quand il le change pour celui de Kunimasu (国升).

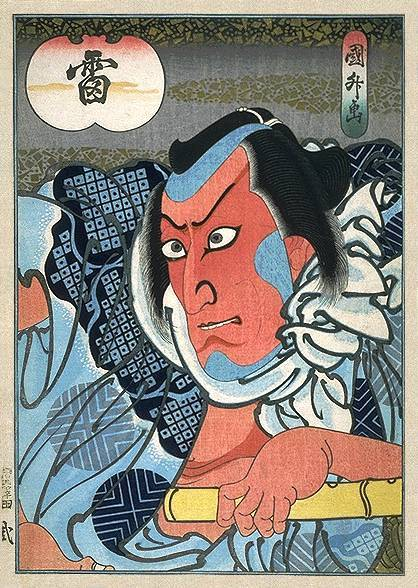
Estampe sur bois, par Utagawa Kunimasu, de l'acteur Ichikawa Danjūrō VII en Kaminari dans la pièce de théâtre kabuki « Otokodate Itsutsu Karigane » (1850)

Kunimasu est élève de Utagawa Kunisada. Parmi ses propres élèves, on compte Konishi Hirosada, Utagawa Sadamasu II et probablement Hasegawa Sadanobu I.

## Biographie
On connaît très peu de détails personnels de Kunimasu, pas même ses dates de naissance et de mort. Les historiens d'art ont tendance à dater son activité du début des années 1830 jusqu'au début des années 1850. Un annuaire de type Who's who de 1835 de la région de Naniwa (Osaka) le décrit comme un « maître » du genre ukiyo-e et indique qu'il est déjà un artiste bien établi au début des années 1830. D'autres manuscrits du milieu des années 1840 le répertorient comme habitant du district Senba (船場) d'Osaka. En 1899, une brève biographie par l'historien Sekine Shisei (1868–1912) de l'ère Meiji est incluse dans un recueil de biographies. Selon Sekine, Kunimasu est un riche propriétaire qui a étudié le dessin de gravure sur bois auprès d'Utagawa Kunisada à Edo, avant de se faire mécène de plusieurs élèves et d'ouvrir sa propre école de dessin d'estampes. D'autres ont suggéré que l'artiste, issu d'une famille aisée, était propriétaire d'une entreprise de construction navale. Ce qui est certain est qu'il disposait d'une liberté financière considérable et l'a utilisée pour promouvoir le style ukiyo-e et ses producteurs à Osaka.

## Noms
Par convention, l'artiste est connu par un certain nombre de noms au long de sa carrière :
- Noms d'artiste : Sadamasu 貞升 (1832–1848), Kunimasu (國升 (occasionnellement (國益) (mai 1848 -).
- Nom personnel : Kaneya/ Kanaya Wasaburō (金屋  和三郎.
- Studio Name: Kanaya/ Kaneya (金屋.
- Gō : Gochōsai (五蝶斎, Gochōtei (五蝶亭, Gofukutei (五蝠亭, Ichiensai (一園斎, Ichijuen (一樹園, Ichijusai (一樹斎, Ichijutei (一樹亭, Yukimasu (行升[8].
- Surnom artistique : Utagawa (歌川.
- Seaux : Hatakumi, Sada, Sadamasu, Utagawa, Utagawa Kunimasu, Wasa.

En 1846 ou plus tôt, il a commencé à signer des tirages sous le nom Kunimasu en hommage à Kunisada qui avait pris le nom Toyokuni en 1844. Le changement de nom ne pouvait pas, cependant, être rendu officiel avant 1848 et la levée des réformes Tenpō.

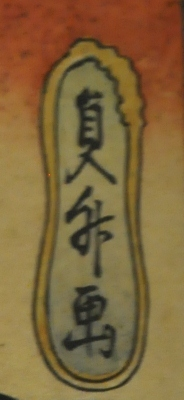
Sadamasu ga à l'intérieur du cartouche Utagawa toshidama-in. Sur une estampe du Musée royal de l'Ontario.

## Sceaux
En plus des sceaux de noms énumérés ci-dessus, Kunimasu utilise trois sceaux symboles : un sceau en forme de chauve-souris, symbole (寿 [ju - longévité) et le cartouche toshidama-in. Ce dernier signe distinctif est réservé aux membres de l'école Utagawa de dessinateurs d'estampes. Des exemples d'autres sceaux apposés sur des tirages de Kunimasu existent mais sont indéchiffrables.

## Œuvre
La première impression connue de Kunimasu est un banzuke, affiche de théâtre datant du début 1830. Signée eshi Utagawa Sadamasu ga (絵師　歌川　貞升　画), l'impression a presque certainement été réalisée alors qu'il est à Edo en train d'étudier auprès d'Utagawa Kunisada. Kunimasu a été décrit comme une figure « influente » sur la scène artistique d'Osaka. L'un de ses plus grandes réalisations est la vulgarisation du format chūban,. Kunimasu commence à expérimenter avec des portraits d'acteurs en gros plan dans cette taille en 1840, peu avant que la mise en œuvre des réformes Tenpō ne perturbe la production des yakusha-e . Il encourage Hirosada, son élève et condisciple de Kunisada, à emboîter le pas. Avec l'abrogation des réformes Tenpō au printemps de 1847, Hirosada devient le pionnier du renouveau du portrait au format chuban, probablement grâce à l'appui financier de Kunimasu.
Les critiques tendent à admirer le « sens de la couleur » de Kunimasu et... « sa palette dominée par des couleurs intenses avec des contrastes subtils » ainsi que l'« audacieuse franchise » de ses lignes. Il est en outre crédité de l'usage de « tours-de-force techniques » tels que « des pigments métalliques somptueusement imprimés », « le gaufrage, le brunissage [et] la surimpression ».
La plus grande partie de l’œuvre de Kunimasu relève du genre yakusha-e, c'est-à-dire des portraits d'acteurs du monde théâtral kabuki local. Cela est une caractéristique commune des artistes de la région Kamigata où la grande majorité des artistes ne sont pas des professionnels mais « des fans talentueux de kabuki ». Kunimasu en particulier est crédité pour l'« expression de la psychologie de la représentation sur scène à travers des physionomies puissantes et variées et les placements vivants ou inhabituels des personnages de ses compositions ».
En 1852, Kunimasu et son élève Hirosada visitent Edo où ils se joignent à d'autres élèves de Kunisada dans la création de modèles d'arrière-plan pour une série de portraits d'acteurs en demi-longueur. Peu après être retourné à Kamigata, Kunimasu se détourne de l'ukiyo-e et se met à la peinture. Il termine sa carrière en produisant des tableaux dans le style de l'école Shijō, connue pour son mélange de la tradition japonaise avec le réalisme occidental.

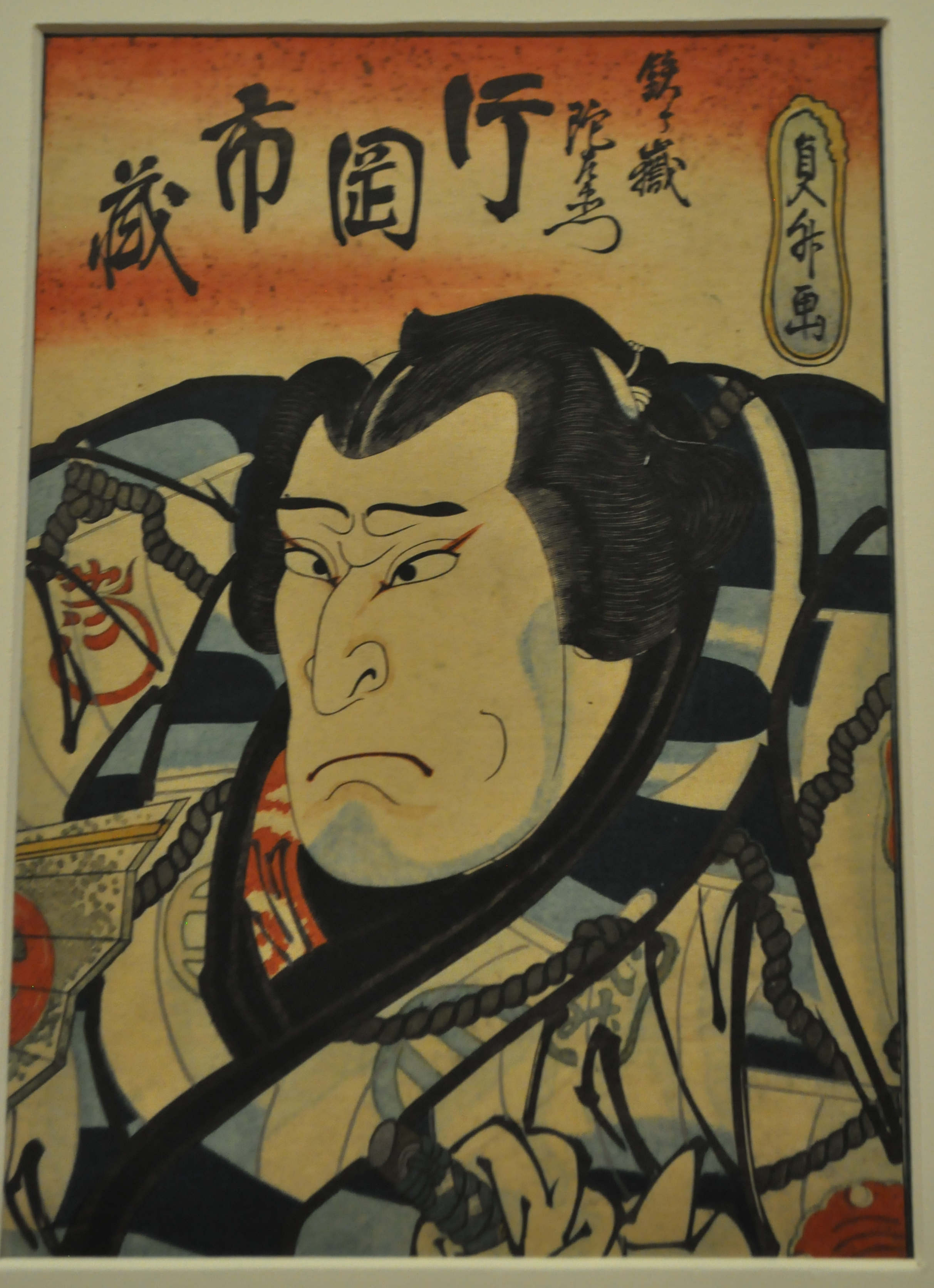
Portrait de Kataoka Ichizō I par Sadamasu/ Kunimasu. Estampe au Musée royal de l'Ontario.

## Élèves
Kunimasu est bien connu pour avoir été un soutien actif des imprimeurs d'Osaka et avoir directement aidé la carrière d'un certain nombre d'artistes. Parmi ceux dont on sait qu'ils ont étudié auprès de Kunimasu figurent :
- Nobukatsu [信勝] (fl. fin des années 1820 - fin des années 1830)
- Sadayuki [貞雪] (fl. 1839-1840)
- Konishi Hirosada [歌川  廣貞] (fl. 1835-années 1850)
- Masuharu [升春] (fl. 1849-1850)
- Masunobu [升信] (fl. 1847-1851)
- Masusada [升貞] (fl. 1848-1849)
- Sadamasu II [貞升] (fl. 1849)
- Hasegawa Sadanobu [長谷川  貞信] (fl. 1834-1879)

## Collections
Les collections permanentes des musées ci-après possèdent des œuvres signées Sadamasu ou Kunimasu :
- le Musée des beaux-arts de Boston
- le Musée royal de l'Ontario
- le Rijksmuseum
- le Musée Pouchkine
- le National Gallery of Victoria
- le Fitzwilliam Museum
- le British Museum
- le Musée des beaux-arts de San Francisco
- le Metropolitan Museum of Art[14].